# Elymiotis sericea
Elymiotis sericea är en fjärilsart som beskrevs av Walker 1857. Elymiotis sericea ingår i släktet Elymiotis och familjen tandspinnare. Inga underarter finns listade i Catalogue of Life.